# Cazbec, Bârzula
Cazbec (în ucraineană Казбеки, transliterat: Kazbekî) este un sat în comuna Bârzula din raionul Bârzula, regiunea Odesa, Ucraina. Anterior a purtat denumirea Kuibîșevske.

## Demografie
Componența lingvistică a localității Cazbec
     Română (68,63%)
     Ucraineană (24,51%)
     Rusă (6,86%)
Conform recensământului din 2001, majoritatea populației localității Cazbec era vorbitoare de română (68,63%), existând în minoritate și vorbitori de ucraineană (24,51%) și rusă (6,86%).

## Vezi și
- Românii de la est de Nistru